# Eric Schlosser
Pour les articles homonymes, voir Schlosser.
Eric Schlosser est un écrivain et journaliste américain né le 14 août 1959. Il est connu pour son journalisme d'investigation. Aux États-Unis, il est souvent comparé à Upton Sinclair, pour son côté « fouille merde » (muckraker en anglais) dans la manière de réaliser ses enquêtes, et pour la qualité stylistique de ses reportages. Son œuvre la plus connue est Fast Food Nation, une enquête sur la fabrication de ce qu'on appelle en français la malbouffe.

## Biographie
Eric Schlosser est né à Manhattan puis a passé son enfance à Seattle. Son père, Herbert Schlosser, était un avocat à Wall Street puis est devenu président de NBC en 1974. Schlosser est marié à Shauna Redford, fille de Robert Redford. Il a étudié l'histoire de l'Amérique à l'Université de Princeton.

### Début de carrière dans le journalisme
Eric Schlosser a commencé sa carrière dans le journalisme dans le mensuel The Atlantic Monthly à Boston. Il a rapidement gagné en reconnaissance pour son journalisme d'investigation en gagnant deux prix importants en moins de deux ans. Il a gagné le National Magazine Award en 1994 pour deux de ses articles Reefer Madness et Marijuana and the law. Il a ensuite gagné en 1995 le Sidney Hillman Foundation Award pour son article In the strawberry fields.
Plus tard, Schlosser travaille pour différents journaux comme Rolling Stone, Vanity Fair, The Nation et The New Yorker.

### Édition de plusieurs livres
Ses travaux les plus connus sont regroupés dans son bestseller Fast Food Nation édité en 2001, une investigation dans le milieu de la restauration rapide. Schlosser dénonce dans son livre entre autres les pratiques discriminatoires et les manipulations relatives à l'industrie du fast food. Il a ensuite aidé le réalisateur Richard Linklater afin d'adapter son livre à un docu fiction sorti en novembre 2006 appelée aussi Fast Food Nation. Ce film a eu un succès très important aux États-Unis, le quotidien The New York Times a décrit ce film comme « le film politique le plus important réalisé aux États-Unis depuis Fahrenheit 9/11 de Michael Moore ». Schlosser est le coscénariste et le producteur exécutif du film.
En 2003, Eric Schlosser sort un nouveau livre, Reefer Madness, une autre investigation, celle-ci au sujet des marchés noirs sur le sol des États-Unis, particulièrement ceux de la marijuana, des migrant labor et de la pornographie.
En 2006, il publie un livre destiné aux enfants, Chew on this, dont le but est d'informer les enfants sur les dangers que peut créer l'abus de fast food.
Schlosser apparait dans une interview accordée sur le DVD de Super Size Me de Morgan Spurlock discutant avec le réalisateur au sujet de l'industrie du fast food. Schlosser a refusé d'apparaître dans le documentaire même, il ne fait d'ailleurs de très rares apparitions en public et dans les médias.
Publié en 2013, son livre Command and Control: Nuclear Weapons, the Damascus Accident, and the Illusion of Safety porte sur l'insécurité et les incidents relatifs à l'arme nucléaire aux États-Unis, en s'appuyant sur l'accident de Damascus (une explosion d'un missile nucléaire dans son silo).
Il vit maintenant en Californie et travaille sur son futur livre, une investigation sur le système carcéral aux États-Unis.

## Filmographie
- Fast Food Nation coécrit par Eric Schlosser et Richard Linklater en 2006
- Food, Inc Réalisé par Robert Kenner, avec Michael Pollan, Eric Schlosser, en 2009